# Rob Rock
Robert Rock is een Amerikaanse rockzanger en songwriter. Hij was zanger van de bands Impellitteri, (1987, 1992–2000) Joshua, (1988), Angelica (1989), Driver (1990) en Axel Rudi Pell (1991). Zijn soloproject is bij de christelijke heavy metal onder te brengen. Rock heeft ook vijf albums uitgebracht als soloartiest en trad op met een aantal andere opmerkelijke artiesten, waaronder M.A.R.S., Joshua, Tobias Sammet, Axel Rudi Pell en Warrior.

## Biografie
Rob Rock begon zijn muziekcarrière in 1983, toen hij en Chris Impellitteri lid werden van de coverband Vice. Ze brachten een demo uit en waren samen tot 1985. In 1986 voegde hij zich bij muzikanten Tony MacAlpine (gitaar), Tommy Aldridge (drums) en Rudy Sarzo (basgitaar) in het project M.A.R.S. De band bracht in 1986 het eenzame album Project: Driver uit, dat veel lovende kritieken ontving, maar het jaar daarop ging elk lid zijn eigen weg.
Rock herenigde zich vervolgens met vriend Chris Impellitteri en nam de titelloze debuut-ep op van diens band Impellitteri. Hij was echter ook toegewijd aan de andere band Joshua, dus hij kon op dat moment niet verder met de band. Rock nam het album Intense Defense op met Joshua, dat door de redacteur van HM Magazine werd gekenmerkt als waarschijnlijk het beste melodieuze metalalbum in het universum. Hij werkte ook aan andere projecten (Dennis Camerons Angelica, Driver) die hem kennis gaven van internationale musici die hem later goed van pas zouden komen.
Na het verlaten van Joshua in 1988, formeerde Rock M.A.R.S. zijtak Driver met de twee andere voormalige Joshua-leden bassist Emil Lech-Brando en toetsenist Greg Shultz, voormalig Jag Panzer-drummer Reynold 'Butch' Carlson en gitarist Roy Z, Carlson, Z en Lech-Brando speelden eerder al samen in Gypsy Moreno. Driver zou in 1990 een ep met slechts 5 nummers uitbrengen, maar ging het jaar daarop uit elkaar, toen Rock een telefoontje kreeg van Chris Impellitteri en besloot om zich weer bij zijn band aan te sluiten. Rock zou tot 2000 aanblijven als leadzanger. In die tijd bracht Impellitteri vijf succesvolle albums uit.
In 2000 besloot Rock zijn eigen solocarrière na te streven en nam hij in der minne afscheid van Impellitteri. Datzelfde jaar bracht hij zijn eerste soloalbum Rage of Creation uit. Het album kreeg lovende kritieken en Rock is doorgegaan met het uitbrengen van nog drie albums (Eyes of Eternity, Holy Hell, Garden of Chaos).
Uiteindelijk zou Rock Driver hervormen met Roy Z en Reynold Carlson en in 2008 het album Sons of Thunder uitbrengen, dat bestond uit heropnamen van hun ep uit 1990, samen met andere niet-uitgebrachte nummers die destijds waren geschreven. Het tweede Driver-album Countdown werd uitgebracht in 2012.
In mei 2008 werd bekend dat Rock opnieuw herenigd zou worden met Impellitteri. Hun nieuwe album Wicked Maiden werd uitgebracht in april 2009.
Rock heeft ook zijn stem geleend aan het Randy Rhoads-tribute, dat werd uitgebracht in 2000 en aan talloze andere projecten tijdens zijn carrière, zoals Avantasia en Axel Rudi Pell.
In 2013 maakte Rob Rock deel uit van het nieuwe project Avalon van voormalig Stratovarius-gitarist Timo Tolkki, een metalopera met Rock als een van de hoofdpersonen. Hij zingt 6 nummers op het album The Land of New Hope.

## Discografie
- 2000: Rage of Creation
- 2003: Eyes of Eternity
- 2005: Holy Hell
- 2007: Garden of Chaos
- 2009: The Voice of Melodic Metal – Live in Atlanta

- Bibliothèque nationale de France: cb14221475q (data)
- Gemeinsame Normdatei: 135246687
- International Standard Name Identifier: 0000 0000 1916 8605
- MusicBrainz: bce54c8c-c398-4fd6-b9a7-43a5dde3fa88
- Virtual International Authority File: 43055462
- WorldCat: E39PBJp664BQFDMvQHQRpgmWXd